# Mors M1939
Die Mors M1939, auch unter der Bezeichnung 9 mm pistolet maszynowy wz. 39 Mors bekannt, war eine polnische Maschinenpistole, die 1939 für Testzwecke hergestellt wurde. Insgesamt wurden maximal 50 Stück der Waffe hergestellt. Damit zählt die Mors M1939 zu den seltensten Maschinenpistolen des Zweiten Weltkrieges. Einige Maschinenpistolen wurden 1939 von polnischen Truppen im Kampf gegen die deutsche Wehrmacht eingesetzt.

## Geschichte
Bis 1936 soll es in Polen keine Maschinenpistolen gegeben haben. Wie in vielen anderen Ländern wurde die Notwendigkeit von Maschinenpistolen für die Streitkräfte von der militärischen Führung lange nicht erkannt. Deshalb wurde die Entwicklung einer solchen Waffenart lange Zeit verhindert. Als der Bedarf solcher Waffen in Polen erkannt wurde, wurden einige Exemplare der ausländischen Maschinenpistolen Thompson M1928 A1, Suomi M-31 und Erma EMP für Versuchszwecke gekauft. Die beiden polnischen Waffenkonstrukteure Piotr Wilniewczyc und Jan Skrzypiński befassten sich mit der Entwicklung einer Maschinenpistole. Ab 1937 wurde verschiedene Prototypen (hauptsächlich nach dem Vorbild der Erma EMP) hergestellt und getestet. Alle unterschiedlichen Prototypen hatten einige Probleme gemeinsam. Bei Dauerfeuer waren die Waffen durch die zu hohe Kadenz (ca. 1200 Schuss/min) und das relativ geringe Gewicht schwer zu kontrollieren, was sich negativ auf die Präzision auswirkte. Außerdem kam es bei den Versuchen regelmäßig zu technischen Störungen. Im Jahr 1938 wurde eine der verbesserten Versuchswaffen patentiert. Allerdings wies dieser Prototyp (Kadenz: ca. 750 Schuss/min) nach wie vor dieselben Probleme auf. In kurzer Zeit wurden zwei neue Waffen konstruiert, von der eine sofort wieder zurückgezogen wurde. Nach einigen weiteren Modifikationen konnte sich das zweite Modell als bessere Waffe durchsetzten. Dieses Modell wurde von den polnischen Streitkräften unter der Bezeichnung „9 mm pistolet maszynowy wz. 39 Mors“ offiziell eingeführt. Gleichzeitig wurden 36 Waffen für einen Truppentest in Auftrag gegeben. Es ist möglich, dass bis zu 50 Stück für diese Zwecke hergestellt wurden.
Als Polen von den deutschen Truppen im September 1939 angegriffen wurde (Überfall auf Polen), existierten lediglich diese Versuchswaffen. Einige davon wurden bei der Schlacht um Warschau (1939) im Kampf gegen die Wehrmacht (vom 3. Schützenbataillon und der Stabskompanie der 39. Infanteriedivision, beide in Rembertów stationiert) eingesetzt. Nach Kriegsbeginn musste befürchtet werden, dass die deutschen Besatzer die M1939 zu ihrem Vorteil nutzen und in Serienfertigung herstellen lassen würden. Deshalb wurde die gesamte Dokumentation über die Mors M1939 nach Kriegsausbruch entweder vernichtet oder versteckt. Nach den Angaben von Zeitzeugen wurden einige Mors-Maschinenpistolen nach der Kapitulation Polens von polnischen Soldaten vergraben. Es sind weltweit nur vier unvollständige Exemplare der Waffe erhalten geblieben.

## Konstruktion
Der Schaft und die Anordnung von Magazin und Pistolengriff wurden von der deutschen Erma EMP-Maschinenpistole übernommen. Allerdings befindet sich der Magazinschacht unten, nicht wie bei der Erma EMP, auf der linken Seite. Die Mors-Maschinenpistolen sind aufschießende, unverriegelte Rückstoßlader. Die M1939 weist zwei technische Besonderheiten auf. Zum einen den pneumatisch verzögerten Masseverschluss, zum anderen die Konstruktion des Magazinschachtes. Im Verschlussstück befindet sich ein Hohlraum mit einer Öffnung nach außen, die bei geschlossenem Verschluss geöffnet ist. Wenn der Verschluss zurückgleitet, schließt sich diese Öffnung. Dadurch wird ein erhöhter Druck im Hohlraum des Verschlusses erzeugt, wodurch dieser gebremst wird. Diese Konstruktion soll eine niedrige Kadenz gewährleisten. Nach dem letzten Schuss verbleibt der Verschluss in der geöffneten Position und das Magazin wird gelockert. Das Magazin fällt dadurch nicht heraus, kann aber ohne Widerstand vom Schützen entnommen werden. Wenn ein volles Magazin in den Magazinschacht eingeführt wird, schließt sich der Verschluss automatisch und die Waffe ist wieder einsatzbereit. Die Mors M1939 verfügt über zwei Abzüge, mit denen der Feuermodus gewählt werden kann. Der vordere Abzug muss für Dauerfeuer betätigt werden, der hintere für Einzelfeuer. Im vorderen Griff befindet sich ein einbeiniges Stativ, das bei Bedarf herausgezogen werden kann. Damit kann die Maschinenpistole während des Schießens ähnlich wie mit einem Zweibein stabilisiert werden. Der Spanngriff befindet sich auf der rechten Seite. Die Mündungsgeschwindigkeit beträgt 385–400 Meter pro Sekunde, die maximale Einsatzschussweite 200 Meter.